# ノンクリスチャン
ノン・クリスチャン（英: non-Christian）とは、キリスト教、特にプロテスタントの福音派等においてクリスチャンでない人を指して使われる表現である。このような片仮名表記は使用頻度が稀な教派も多く、例えば日本正教会ではこの片仮名表記は全く用いられず、カトリック教会でもほとんど用いられない。片仮名表記を用いない場合、「キリスト教徒ではない人」「（キリスト教）信者ではない人」など様々に表現される。
本項では福音派によるノン・クリスチャン（非キリスト教徒）に対する捉え方について述べるが、正教会、カトリック教会は以下のような見解を持たず、聖公会・プロテスタントにも以下に述べるような見解を持たない者が多数存在する。

## 福音派の信仰と立場
福音派の信仰はローザンヌ誓約に表明されており、福音派の立場は「宗教的排他主義」や「差別主義」と呼ばれることがあるが、教界に異なる理解もあるため、他の理解については、アラン・レイスの三類型とキリスト教の共通用語である異教徒を参照のこと。

## 定義
ノン・クリスチャンと同義の語彙として、異教徒、偶像教徒、非再生者があり、ノンクリスチャンの神学上の定義は「生まれながらの人」、「罪の中に死んだ者」、「怒りの子」、「サタンの子」、「悪魔の子」、「神を知らない人々」、「霊魂と肉体のすべての機能と部分において全的に汚れたもの
」である。
ウェストミンスター小教理問答問19は「全人類は、堕落によって神との交わりを失いました。今は神の怒りとのろいの下にあり、そのため、この世であらゆる悲惨と死そのものと永遠の地獄の刑罰の責めを負わされています。」と告白する。

### 未信者と不信者の相違
未信者、不信者の語もあるが、福音派の神学では区別して用いる場合がある。区別するとき未信者は、地上で生きており、まだクリスチャンでない人を指すが、不信者はすでに死んでクリスチャンになる可能性が無い人を指している。

### 伝道
ノンクリスチャン、ノンクリの語は福音宣教に関連した福音派キリスト教の現場で頻繁に使われることばである。特に家族、友人、知人が未信者である場合、伝道の対象として言及される。
「霊の戦いに関する聖書的・包括的理解のためのナイロビ声明」は、地域を支配する霊は議論のある事柄としている。またナイロビ声明は初代教会において悪霊との対決は教会が未信者と遭遇したところで見られ、「力の対決」が福音伝道と結び付けられているとし、未信者から悪霊を追い出す必要を認めているが、クリスチャンから悪霊を追い出す必要については議論のある事柄として検討されている。

### 二種類の人間
福音派の指導者マーティン・ロイドジョンズによれば、福音は、人をクリスチャンとノンクリスチャンの二種類のグループに分ける。イエス・キリストの福音が非キリスト教のノン・クリスチャンの世界に対して言うべきことは、神の怒りだけである。クリスチャンとノンクリスチャンの間には本質的、完全な相違があり、クリスチャンはノンクリスチャンと出来る限り違った者となりたいと願うべきであり、クリスチャンがキリストに似た者になるにつれ、ノンクリスチャンとは似なくなる。
ジョン・ヒックは多元主義を唱え、ノンクリスチャンもクリスチャンも同様の救済が得られるとし、カール・ラーナーはキリスト教の信仰が無くても、それぞれの宗教者はクリスチャンであるとする「無名のキリスト者」論を唱えるが、福音派はこのような見解を採らない。

### 人間の四分類
第二ローザンヌ、マニラ宣言は人間をこのように四つに分類する。
1. 生ける信仰者。宣教事業の担い手となるクリスチャン
2. 名目上のクリスチャン。洗礼を受け、時々教会に来るが、キリストと生ける交わりを持ったことがなく、新生する必要のある者
3. 福音を聞いたことのある人
4. 福音を聞いたことのない人

2、3、4がノンクリスチャンである。

### 再生知性と非再生知性
アブラハム・カイパー、ウォーフィールドら改革派神学者はノンクリスチャンの非再生知性とクリスチャンに与えられた再生知性を区別しており、ノンクリスチャンの知性を限定されたものととらえる。

### 聖書解釈
ノンクリスチャンは聖霊によって生れていないため、ノンクリスチャンに聖書を解釈する能力はないとされる。

## 用例
小さないのちを守る会では、「問題になることの一つは、ノンクリの彼氏彼女との関係」「ノンクリの彼氏に信仰を反対されて、「イエス様を心では信じてはいるけど」と言いながら教会生活やクリスチャン学生の集いから離れてしまう女子大生たちも。」、「ノンクリ彼氏への愛」としてクリスチャンとノンクリの交際の問題がとりあげられている。用例としては、「私の家族はノンクリです。」「ノンクリに交際を申し込まれました」など。

## 結婚問題
キリスト教の教派の中で、クリスチャンとノン・クリスチャンの結婚を認めない教会がある。伝統的にはノン・クリスチャンとの結婚だけでなく、他教派との結婚も禁じられていた。プロテスタントの代表的な信仰告白の一つであるウェストミンスター信仰告白では、ローマ・カトリック、偶像崇拝者、ノン・クリスチャンとの結婚を禁じている。カトリック教会でも第2バチカン公会議（1962年 - 1965年）以前は「異教者」との結婚を原則的に禁止し、重大な理由がある場合、特別に許可を得ることができるとされていた。また、禁止しない教派でもクリスチャンの相手が望ましいとされることが多い。ただし、リベラルにはクリスチャンとノン・クリスチャンの相違が問題にされない教会もある。

## 参考資料
- 『聖書の教理』尾山令仁　羊群社
- 『山上の説教』マーティン・ロイドジョンズ いのちのことば社
- 『ローマ書講解』マーティン・ロイドジョンズ いのちのことば社
- 『キリスト者の戦い』マーティン・ロイドジョンズ いのちのことば社 ISBN 9784264005735
- 『宣教のめざす道-エキュメニカルと福音派の間-』ピーター・バイヤーハウス いのちのことば社
- 『悪霊を追い出せ！-福音派の危機を克服するために』奥山実 マルコーシュ・パブリケーション ISBN 4872071115
- 『福音主義キリスト教と福音派』宇田進 いのちのことば社
- 『日本の福音派』日本福音同盟
- 『公教要理』天主公教会 カトリック中央出版部 1936年